# Gänsemädchenbrunnen

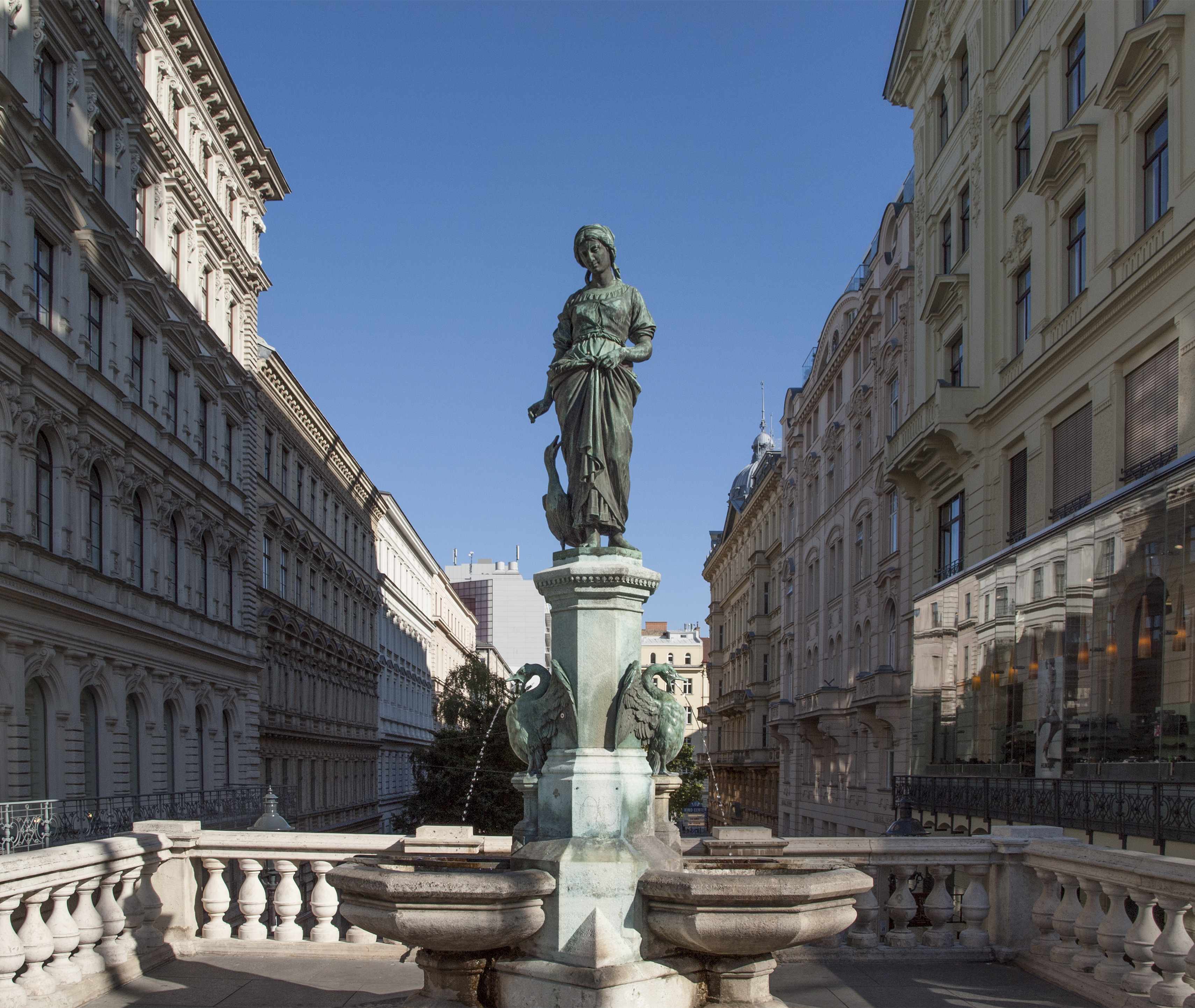
Gänsemädchenbrunnen in Wien-Mariahilf

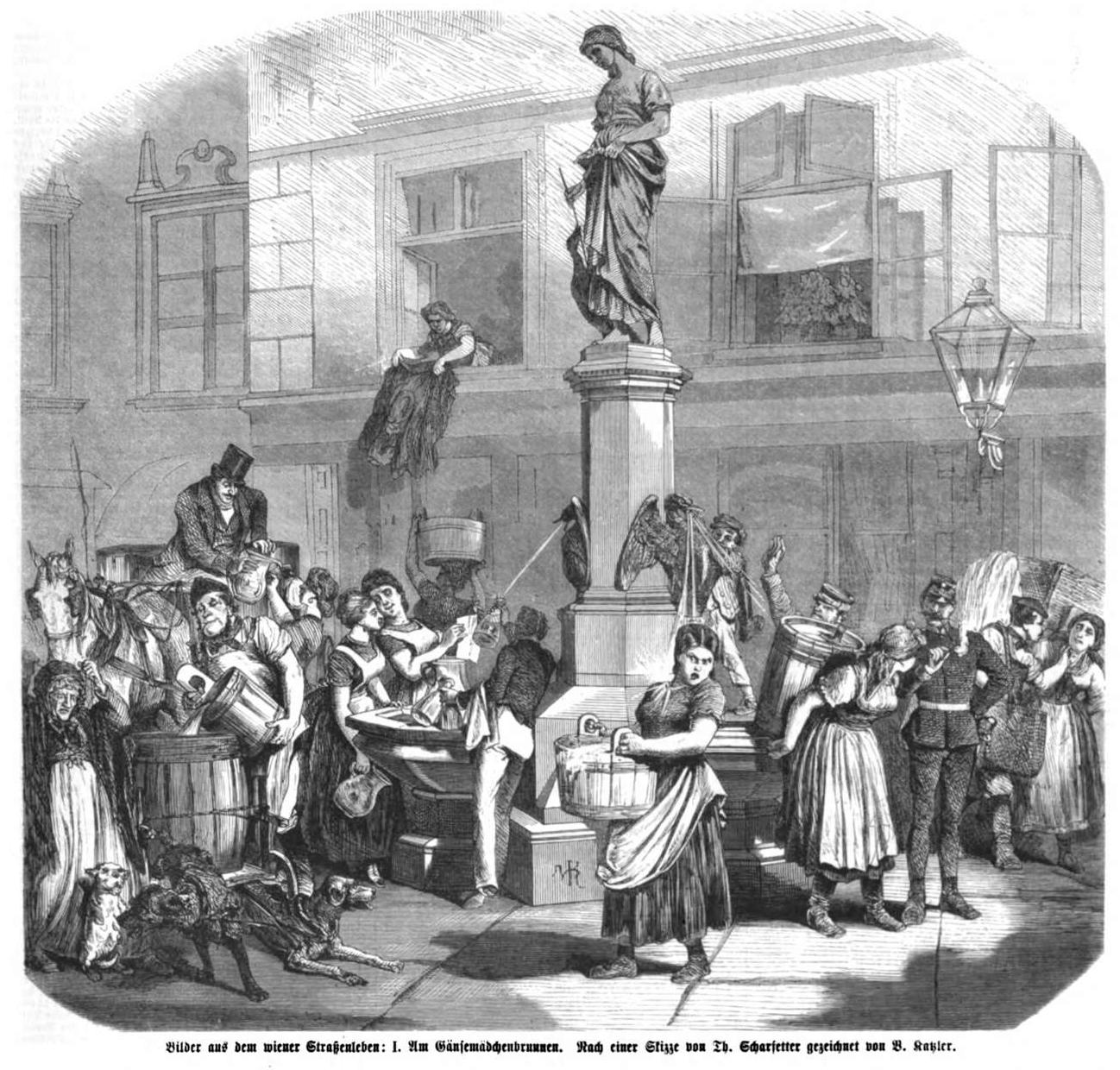
Der Gänsemädchenbrunnen an seinem ursprünglichen Standort auf der Brandstätte im Jahr 1869

Der Gänsemädchenbrunnen ist ein denkmalgeschützter (Listeneintrag) Brunnen auf der Rahlstiege im 6. Wiener Gemeindebezirk Mariahilf.

## Standorte
Schöpfer des 1886 hier aufgestellten Gänsemädchenbrunnens ist Anton Paul Wagner, der auch den Engelbrunnen auf der Wiedner Hauptstraße schuf. Ursprünglicher Aufstellungsort des Brunnens war ab 1866 der Geflügelmarkt auf der Brandstätte in der Inneren Stadt, von wo er 1874 entfernt und in einem Depot gelagert wurde. Ab 1879 befand er sich auf dem Platz vor der Mariahilfer Kirche an der Mariahilfer Straße, wurde aber 1886 wegen der Aufstellung des Haydn-Denkmals an seinen heutigen Standort verlegt.

## Darstellung
Der von der Gemeinde Wien errichtete Gänsemädchenbrunnen zeigt ein Mädchen mit einer Gans auf einem Steinpfeiler. Zwei weitere Gänse mit gespreizten Flügeln besitzen die Funktion der Wasserspeier in die beiden Wasserbecken. Dieses Motiv wurde aufgrund des ursprünglichen Standortes des Brunnens auf dem Wiener Geflügelmarkt gewählt.